# Minúsculo 459
Minúsculo 459 (numeração de Gregory-Aland), α 104 (von Soden) é um manuscrito minúsculo grego do Novo Testamento, em folhas de pergaminho, datado através do colofão para o ano de 1092 d.C. . Ele já numerado como 89a e 99p.
Atualmente acha-se no Biblioteca Medicea Laurenziana (Plutei IV. 32), em Florença.

## Descrição
O códice contem o texto dos Atos, as epístolas católicas, as epístolas paulinas e o Apocalipse de João em 276 folhas de pergaminho (tamanho 26 cm por 19,5 cm). O texto está escrito em uma coluna de 27 linhas por página. 
Ele contém prolegomena, tabelas de κεφαλαια ("tabelas de conteúdo") antes de cada livro, κεφαλαια ("capítulos"), cujos números estão nas margens, e seus τιτλοι ("títulos") no topo de cada página. Marcas lecionárias nas margens, subscrições ao final de cada livro, στιχοι e o tratado de Pseudo-Doroteu sobre os doze apóstolos e os setenta discípulos de Jesus (como também os minúsculos 82, 93, 177, 613, 617 e 699).
A ordem dos livros é: Atos, epístolas católicas e epístolas paulinas. O final da Epístola aos Romanos tem a seguinte ordem dos versículos: 16:23; 16:25-27 e 16:24 (como também acontece nos códices 025, 33, 104, 256, 263, 365 e 436).

## Texto
O texto grego deste códice é misto nas epístolas paulinas e representativo do texto-tipo bizantino no resto. Kurt Aland colocou-o na Categoria III nas epístolas e na Categoria V no resto.

## História
O manuscrito foi examinado por Birch, Scholz, Biscioni e C. R. Gregory em 1886.